# میلدرید کورنمن
میلدرید کورنمن (انگلیسی: Mildred Kornman؛ ‏ ۱۰ ژوئیهٔ ۱۹۲۵ - ۱۹ اوت ۲۰۲۰) بازیگر، مدل، عکاس و کارآفرین اهل ایالات متحده آمریکا است.
از فیلم‌هایی که وی در آن نقش داشته‌است، می‌توان به سگم را دوست دارم، کارآموزان، ابوت و کاستلو به مریخ می‌روند، مأموران خزانه‌داری، کک‌های جنجال‌آفرین، آتلانتیک سیتی، برادر کوچولو و شرکت بارنوم و رینگلینگ و رقاص‌های پنج سنتی اشاره کرد.